# Флаг Златоруновского сельсовета
Флаг муниципального образования Златору́новский сельсовет Ужурского района Красноярского края Российской Федерации — опознавательно-правовой знак, служащий официальным символом муниципального образования.
Флаг утверждён 3 февраля 2012 года решением Совета депутатов Златоруновского сельсовета № 24-72р и 29 марта 2012 года внесён в Государственный геральдический регистр Российской Федерации с присвоением регистрационного номера 7541.

## Описание
«Прямоугольное двухстороннее полотнище с отношением ширины к длине 2:3, разделённое вертикально по середине и горизонтально (в отношении 3:7) на четыре части: красную и голубую вверху и зелёную и красную внизу. В середине верхней части полотнища — примыкающий к верху красно-зелёной части жёлтый полукруг с выходящими из него в стороны жёлтыми колосьями. В середине зелёно-красной части полотнища — жёлтый стоящий баран, смотрящий на зрителя».

## Обоснование символики
Разведение овец в Златоруновском сельском поселении началось с 1910 года, когда московский предприниматель Сергей Иванович Четвериков (основатель села, затем посёлка племсовхоза Учумский, а с 1980-х годов посёлок Златоруновск) создал Учумскую овцеводческую капиталистическую экономию. Благоприятные природные условия, непрестанные усилия местных тружеников-овцеводов, позволяли выращивать отличное поголовье овец и добиваться высоких показателей по настригу высококачественной шерсти, превосходящей по тонкости, длине и количеству знаменитую австралийскую шерсть. Представители этой отрасли сельского хозяйства Златоруновского сельсовета не раз отмечались наградами Выставки достижений народного хозяйств в Москве. Флаг Златоруновского сельсовета отражает основные природные и экономические особенности поселения, а его символика многозначна:
— золотой баран — аллегория Золотого руна, которое искали греческие аргонавты — гласный символ названия посёлка и сельсовета. Баран — символизирует овцеводство, символ мужества, силы, жертвенности. Овен (баран) — зодиакальный знак. Родившиеся под знаком Овна обладают отвагой, смелостью, любовью к действию и познанию, быстротой реакции, задором, огромной жизнеспособностью;
— жёлтый полукруг с выходящими из него колосьями — аллегория солнца, символ достатка, символ прибыльности сельского хозяйства поселения. Солнце — символ света, тепла, жизненной энергии. Колос — символ плодородия, животворной силы.
Зелёный цвет символизирует весну, здоровье, природу, молодость и надежду.
Красный цвет — символ красоты мест, окружающих посёлок, очень популярных среди отдыхающих, приезжающих из разных областей Сибири, наслаждающихся свежим воздухом, прозрачной водой рек, чистой природой, богатством лесов. Красный цвет также символ труда, мужества, жизнеутверждающей силы, красоты и праздника.
Голубой цвет (лазурь) — символ возвышенных устремлений, искренности, преданности, возрождения.
Жёлтый цвет (золото) — символ богатства, стабильности, уважения и интеллекта, жизненной энергии.